# Basler Gesangverein
 (mars 2015).
Si vous disposez d'ouvrages ou d'articles de référence ou si vous connaissez des sites web de qualité traitant du thème abordé ici, merci de compléter l'article en donnant les références utiles à sa vérifiabilité et en les liant à la section « Notes et références ».
Le Basler Gesangverein (BGV) est un chœur mixte créé en 1824 à Bâle.

## Histoire

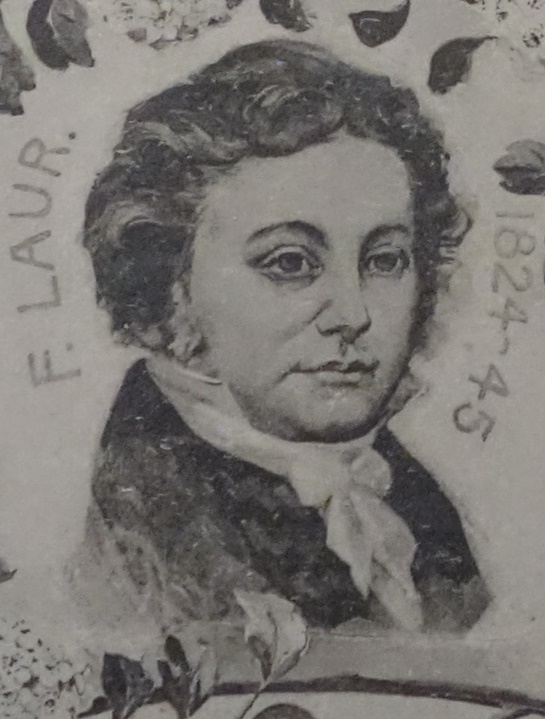
Ferdinand Laur, le fondateur du chœur

Le chœur est fondé par le professeur de musique Ferdinand Laur (de)  après la Fête suisse de musique (Schweizerische Musikfest) organisée en 1820 à Bâle. C'est le plus ancien chœur mixte en Suisse.
Johannes Brahms s'est rendu en juin 1865 à Bâle pour assister à la création en Suisse par le BGV de la Passion selon saint Matthieu de Bach sous la direction de Ernst Reiter. En février 1869, le BGV a joué dans la cathédrale en première exécution en Suisse, son Requiem allemand après la création à Leipzig. Et lorsque le Basler Gesangverein en 1874 a célébré son 50e anniversaire, Brahms a dirigé à cette occasion son Triumphlied. De 1899 à 1902, le choeur est dirigé par le compositeur Hans Huber.
Pour le 100e anniversaire, le chef de chœur Hermann Suter a créé son oratorio Le Laudi di San Francesco d’Assisi. Pour le 125e anniversaire, Hans Münch a écrit sa cantate Gryphius.
En 2011, le BGV interprète à Mulhouse la symphonie Résurrection de Gustav Mahler avec l'orchestre symphonique de Mulhouse et les chœurs de l'opéra du Rhin.
En janvier 2020, Facundo Agudin prend la direction du chœur.